# Markyate
Markyate är en ort och civil parish i Storbritannien.   Den ligger i grevskapet Hertfordshire och riksdelen England, i den södra delen av landet, 40 km nordväst om huvudstaden London. Markyate ligger 133 meter över havet och antalet invånare är 2 826.
Terrängen runt Markyate är platt. Runt Markyate är det tätbefolkat, med 790 invånare per kvadratkilometer. Närmaste större samhälle är Luton, 5,6 km nordost om Markyate. Trakten runt Markyate består till största delen av jordbruksmark.